# 프라톨라펠리냐
프라톨라펠리냐(이탈리아어: Pratola Peligna)는 이탈리아 아브루초주 라퀼라도에 있는 코무네이다.

## 역사
이곳은 1863년 이탈리아 통일 이후까지도 프라톨라펠리냐 (Pratola Peligna)라는 이름을 공식적으로 갖지 못했다.
제2차 세계대전 이후에, 이탈리아 공화국은 프라톨라펠리냐에게 국민 동 훈장(Medaglia di bronzo al Merito Civile)을 수여했다.